# Desportivo Maputo
Grupo Desportivo de Maputo, auch kurz Desportivo Maputo oder GDM, ist ein Sportverein aus Maputo, der Hauptstadt von Mosambik. Die Fußballmannschaft sicherte sich zwischen 1957 und 2006 acht Mal die Meisterschaft von Moçambique. Auch die Rollhockeymannschaft des Vereins zählt mit 15 zwischen 1976 und 2010 errungenen nationalen Meisterschaften zur Spitze. In der Kolonialzeit gewann sie zudem dreimal die portugiesische Meisterschaft.
Bei Desportivo Maputo gibt es unter anderem auch Abteilungen für Leichtathletik, Basketball, Hallenfußball, und Schwimmen.

## Geschichte
Der Club wurde am 31. Mai 1921 als Grupo Desportivo de Lourenço Marques von Professor Sá Couto, José Maria Rodrigues, Alfredo Fragoso, Américo Costa, Martinho Carvalho Durão und Professor Cabanelas gegründet. Nach der Unabhängigkeit Mosambiks wurde der Verein 1976 umbenannt in Grupo Desportivo de Maputo. Auch das Logo des Clubs wurde geändert.
1925 gewann Desportivo mit der Stadtmeisterschaft von Lourenço Marques, die bis 1961 ausgetragen wurde, seinen ersten Titel. 1957 gewann der Verein seine erste von insgesamt acht mosambikanischen Meisterschaften. Der letzte Erfolg in diesem erstmals 1956 ausgetragenen Wettbewerb konnte Desportivo 2006 feiern. 2012 fiel die Fußballmannschaft erstmals dem Abstieg anheim.
Der erste bekannte Spieler von Desportivo, der im portugiesischen Mutterland Erfolg hatte, war Mário Wilson, der mit Sporting Lissabon Meister wurde. Anschließend gewann er als Trainer Titel mit Benfica Lissabon und stand auch der Nationalmannschaft vor. Mário Coluna folgte 1954 und gewann mit Benfica unter anderem 1961 und 1962 den Europapokal der Landesmeister. Mit der Nationalmannschaft wurde er 1966 Dritter bei der Weltmeisterschaft.

## Stadion

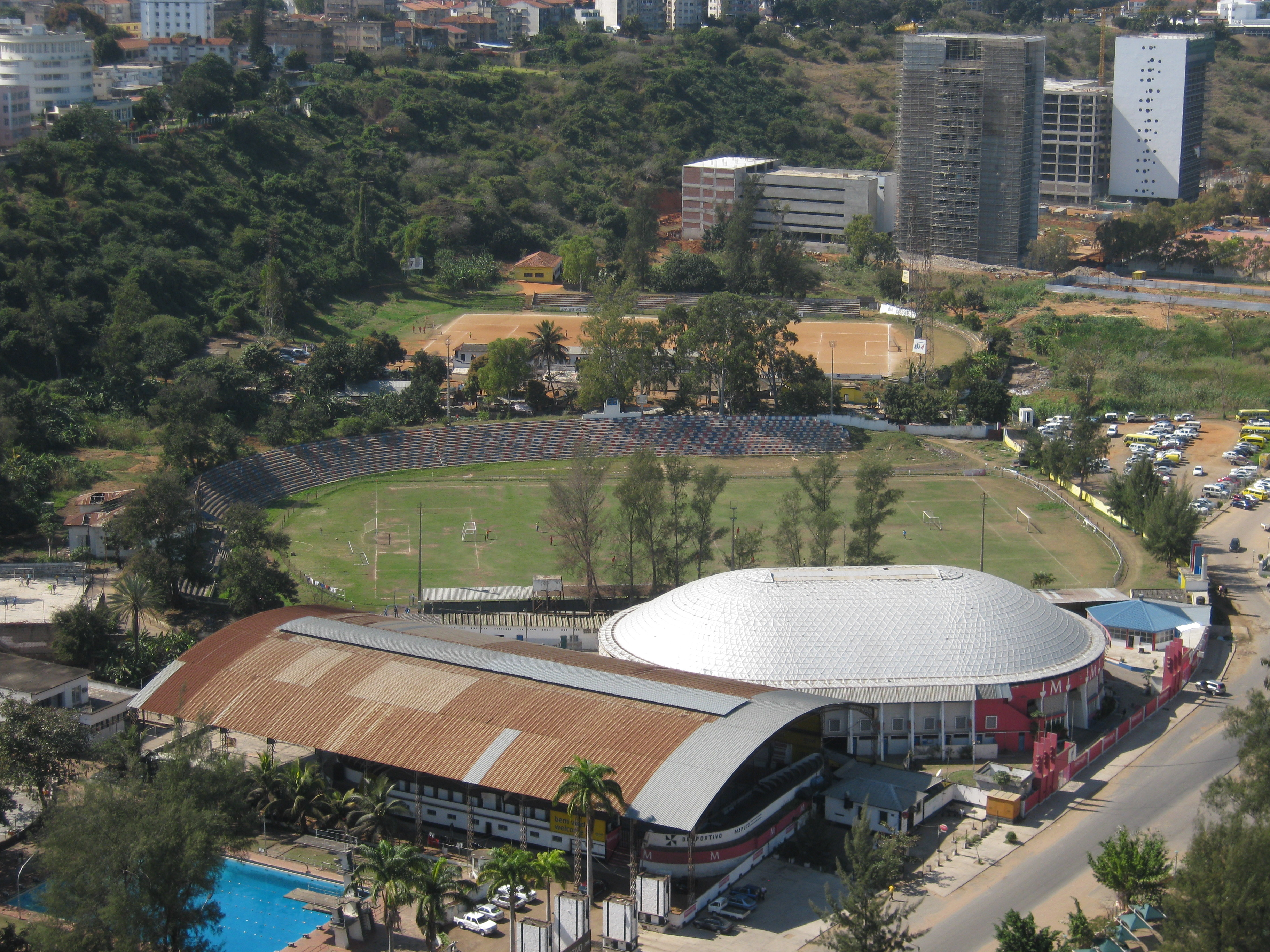
Estádio do Desportivo

Grupo Desportivo de Maputo trägt seine Heimspiele im 4000 Zuschauer fassenden Estádio do Desportivo aus.

## Erfolge
Fußball
- Meister von Moçambique:
  - Kolonialzeit: 1957, 1964.
  - nach der Unabhängigkeit: 1977, 1978, 1983, 1988, 1995, 2006.
- Stadtmeisterschaft von Lourenço Marques: 1925, 1926, 1927, 1929, 1937, 1944, 1945, 1946, 1952, 1956, 1957, 1959.
- Pokal von Moçambique: 1981, 2006.
- Ehrenpokal von Maputo: 2007, 2008.

Rollhockey
- Meister von Moçambique: 1976, 1987, 1994, 1995, 1996, 1997, 1998, 1999, 2000, 2001, 2002, 2003, 2004, 2006, 2010.
- Meister von Portugal: 1969, 1971, 1973.

## Abschneiden bei afrikanischen Wettbewerben
- CAF Champions League: Bestes Ergebnis 2006/07, in der Runde der letzten 32 ausgeschieden gegen Mamelodi Sundowns (ges. 1:3)
- African Cup Winners’ Cup: Bestes Ergebnis 1989/90 ausgeschieden gegen BCC Lions (ges. 3:7)